# Bataille de Lashkar Gah (2006)
Pour les articles homonymes, voir Bataille de Lashkar Gah.
Guerre d'Afghanistan
La bataille de Lashkagar est une succession d'embuscades des taliban et de ripostes de la coalition ayant eu lieu le 29 mars 2006 entre Sangin et Lashkar Gah dans la province du Helmand.
En Occident, cette bataille est principalement connue pour un incident s'étant produit au cours de cette dernière : un tir ami américain ayant tué 2 soldats et blessé 4 autres.

## Attaque d'un convoi
Le 29 mars 2006, un convoi de l'armée afghane est pris en embuscade par les Talibans sur l'autoroute 611 près de la base avancée Robinson. L'attaque coûte deux soldats à l'armée afghane. Six autres sont tués peu après par l'explosion d'un engin explosif improvisé. Un groupe de 38 soldats canadiens est envoyé en renfort pour escorter le convoi.

## Combats nocturnes
La nuit venue, une patrouille américaine est de nouveau attaquée par les Talibans. Un combat confus commence dans lequel plusieurs soldats de la Coalition sont tués par des « tirs amis ». Les insurgés finissent par être repoussés par des bombardements de B-52.

## Pertes
L'OTAN estime que les bombardements aériens ont tué une trentaine de combattants talibans. 10 soldats de la Coalition ont été tués (8 Afghans, 1 Américain et 1 Canadien) et 5 blessés (3 Canadiens, 1 Américain et 1 Afghan).

## Référence
- (en) Cet article est partiellement ou en totalité issu de l’article de Wikipédia en anglais intitulé « Friendly fire incident at Sangin » (voir la liste des auteurs).